# Incilius
Incilius es un género de anfibios anuros de la familia Bufonidae. Anteriormente estaban incluidas en el género Bufo. Este género agrupa a 40 especies distribuidas desde el sur de Norteamérica hasta el noroeste de Sudamérica.

## Especies

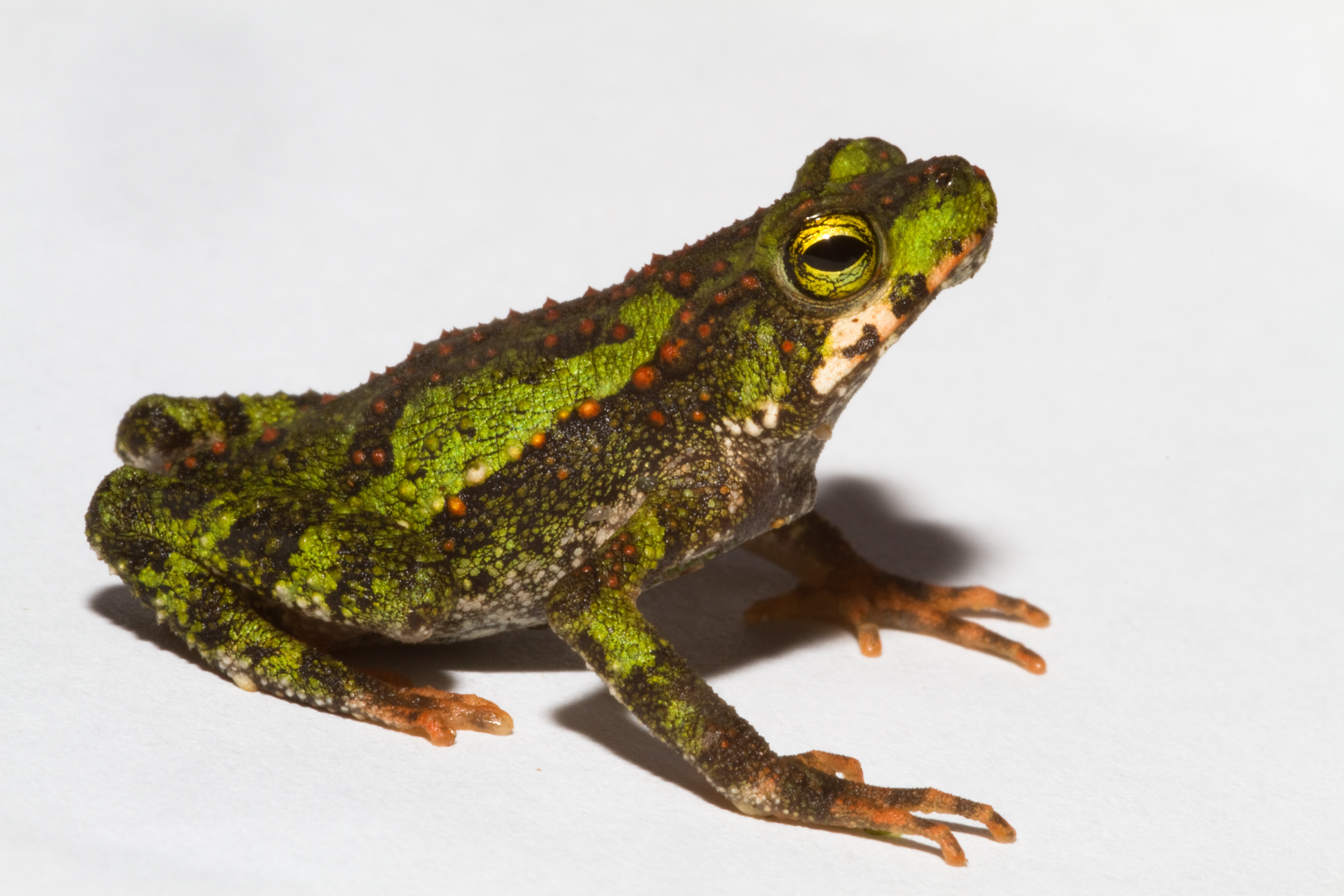
Incilius coniferus.

Se reconocen las 40 siguientes según ASW:
- Incilius alvarius  (Girard, 1859)
- Incilius aucoinae  (O'Neill & Mendelson, 2004)
- Incilius aurarius[2] Mendelson, Mulcahy, Snell, Acevedo & Campbell, 2012
- Incilius bocourti  (Brocchi, 1877)
- Incilius campbelli  (Mendelson, 1994)
- Incilius canaliferus  (Cope, 1877)
- Incilius cavifrons  (Firschein, 1950)
- Incilius chompipe (Vaughan & Mendelson, 2007)
- Incilius coccifer  (Cope, 1866)
- Incilius coniferus  (Cope, 1862)
- Incilius cristatus  (Wiegmann, 1833)
- Incilius cycladen  (Lynch & Smith, 1966)
- Incilius epioticus (Cope, 1875)
- Incilius fastidiosus  (Cope, 1875)
- Incilius gemmifer  (Taylor, 1940)
- Incilius guanacaste (Vaughan & Mendelson, 2007)
- Incilius holdridgei  (Taylor, 1952)
- Incilius ibarrai  (Stuart, 1954)
- Incilius intermedius  (Günther, 1858)
- Incilius karenlipsae  Mendelson & Mulcahy, 2010
- Incilius leucomyos  (McCranie & Wilson, 2000)
- Incilius luetkenii  (Boulenger, 1891)
- Incilius macrocristatus  (Firschein & Smith, 1957)
- Incilius majordomus[3] Savage, Ugarte & Donnelly, 2013
- Incilius marmoreus  (Wiegmann, 1833)
- Incilius mazatlanensis  (Taylor, 1940)
- Incilius mccoyi[4] Santos Barrera & Flores Villela, 2011
- Incilius melanochlorus  (Cope, 1877)
- Incilius nebulifer  (Girard, 1854)
- Incilius occidentalis  (Camerano, 1879)
- Incilius periglenes †  (Savage, 1967)
- Incilius peripatetes  (Savage, 1972)
- Incilius perplexus  (Taylor, 1943)
- Incilius pisinnus  (Mendelson, Williams, Sheil, & Mulcahy, 2005)
- Incilius porteri  (Mendelson, Williams, Sheil, & Mulcahy, 2005)
- Incilius signifer  (Mendelson, Williams, Sheil, & Mulcahy, 2005)
- Incilius spiculatus  (Mendelson, 1997)
- Incilius tacanensis  (Smith, 1952)
- Incilius tutelarius  (Mendelson, 1997)
- Incilius valliceps  (Wiegmann, 1833)

## Publicación original
- Cope, 1863 : On TRACHYCEPHALUS, SCAPHIOPUS and other American BATRACHIA. Proceedings of the Academy of Natural Sciences of Philadelphia, vol. 15, p. 43-54 (texto íntegro).